# EULIS

Logo von EULIS

EULIS – European land information service – war ein europaweiter Datenverbund nationaler Grundbuchsysteme. Ziel des Verbundes war ein wechselseitiger Datenzugriff auf nationale Grundbuchsdatenbanken. Europaweit wurde innerhalb der EULIS-Partnerstaaten ausdrücklich nicht auf den EU-Raum beschränkt gesehen, so waren auch Staaten wie Norwegen und Island in dem Projekt vertreten.
Das System funktionierte mit einigen Partnerländern seit 2007; Mitte 2009 waren folgende Systeme online: Norwegen, Schweden, Litauen, Niederlande, Island, England/Wales, Irland, Österreich. 
Zwischen den Systemen, bei denen der Status als „Online“ ausgewiesen war, funktionierte wechselseitig der Zugriff auf nationale Grundbuchsysteme im Echtbetrieb.
Mangelnder Zuspruch und die Bemühungen der EU-Kommission im Rahmen des EU-Justiz-Portals ein eigenes, vergleichbares System aufzubauen, führten 2018 zur Einstellung des Betriebs und zur Auflösung der EULIS-Gruppe.